# زیردریایی نیاز ولادیمیر
زیردریایی نیاز ولادیمیر (به انگلیسی: Russian submarine Knyaz Vladimir) یک زیردریایی است که طول آن ۱۷۰ متر (۵۵۷ فوت ۹ اینچ) می‌باشد.